# Jaltomata alviteziana
Jaltomata alviteziana är en potatisväxtart som beskrevs av S.Leiva. Jaltomata alviteziana ingår i släktet jaltomator, och familjen potatisväxter. Inga underarter finns listade i Catalogue of Life.